# Fama, ¡a bailar! 2019
Fama, ¡a bailar! 2019 es la novena edición del formato televisivo Fama, ¡a bailar! en España, la segunda de esta nueva etapa y nuevamente producido por Zeppelin TV. Tras un parón de siete años, el programa volvía a la televisión en el canal de pago #0 de Movistar +. La escuela sigue dirigida por el bailarín Iker Karrera, que sustituye a Igor Yebra y las galas en directo están presentadas por Paula Vázquez.

## Novedades
Tras el éxito del pasado año, el programa cuenta con una sede tres veces mayor que la anterior y una duración más amplia. Pero la principal novedad es la doble final por parejas e individual. Además, cuenta con una nueva cabecera (Fuerte) cantada por Lola Índigo. El día 12 de febrero se anunció en la gala que Mimi (Lola Índigo) pasaría a formar parte del profesorado como trainer artística, visitará la academia todos los martes por la tarde y asesorará a los concursantes y los intentará ayudar a anteponerse a situaciones, como el miedo escénico, gracias a su experiencia.

## Concursantes
El programa comenzó con 16 concursantes, 15 de los iniciales seleccionados mediante el proceso de casting, y un 16.º seleccionado como ganador de un proceso de audiciones y votaciones abierto en la web. Los concursantes participan divididos en parejas, sin importar el género, pero son expulsados de forma individual. Cada semana una nueva pareja entra en sustitución de la pareja expulsada. La semana 10 dejan de entrar parejas nuevas y entran 2 personas repescadas formando pareja.
| Concursante                        | Estilo de Bailarín/a                | Expulsión                                                   |
| Esther Moreno 23, Sevilla          | Comercial                           | Ganadora                                                    |
| Aritz Grau 27, Shanghái            | Acrobático                          | 2.º. clasificado                                            |
| Fonsi López 22, Madrid             | Contemporáneo                       | 3.º. clasificado/Pareja ganadora                            |
| Valeria Jones 21, Málaga           | Contemporáneo                       | 4.ª. clasificada/Pareja ganadora                            |
| Davo Bezares 22, Logroño           | Contemporáneo y urbano              | 5.º. clasificado Eliminado por el público                   |
| Antonio León 22, Málaga            | Hip-hop                             | 6.º. clasificado Eliminado por el público                   |
| Lohitzune Rodríguez 22, Londres    | Danzas urbanas                      | 7.ª. clasificada Eliminada por el público                   |
| Pope Martínez 22, Barcelona        | Contemporáneo y urbano              | 8.º. clasificado Eliminado por el público                   |
| Marshall Font 19, Lérida           | Hip-hop y urbano                    | 28ª. expulsado Perdió la nominación de la final de parejas  |
| Carla del Giudice 24, Torchiarolo  | Clásico y contemporáneo             | 27º. expulsada Perdió la nominación de la final por parejas |
| Nadia Llopis 21, Sevilla           | Flamenco Comercial y danzas urbanas | 26ª. expulsada Retó a Marshall                              |
| Caro Borreguero 25, Sevilla        | Hip hop / Jazz-funk                 | 10.ª. expulsada Retada por Aritz                            |
| Caro Borreguero 25, Sevilla        | Hip hop / Jazz-funk                 | 25ª. expulsada Nominada por arrastre                        |
| Sandra Fuente, "Safu" 18, Pamplona | Danzas urbanas                      | 24ª. expulsada Retó a Nadia                                 |
| Adrián Gubero 21, Ripollet         | Contemporáneo, hip-hop y funk       | 23º. expulsado Nominado por arrastre                        |
| Iván Santander 21, Tarragona       | Hip-hop                             | Abandono por lesión                                         |
| Iván Santander 21, Tarragona       | Hip-hop                             | 22º. expulsado Retado por Nadia                             |
| Adrián Velasco 25, Olivares        | Comercial / Dancehall               | 21º. expulsado Nominado                                     |
| Aleix Guillaumet 20, Roselló       | Hip-hop                             | 20.º. expulsado Retó a Yaic                                 |
| Jesús Lobo 26, Londres             | Hip-hop                             | 19.º. expulsado Nominado por arrastre                       |
| Marta Vilalta 22, Sevilla          | Clásico, neoclásico y contemporáneo | 18.ª. expulsada Retada por Aleix                            |
| Paloma Silgo 20, Valencia          | Urbano, clásico y contemporáneo     | 17.ª. expulsada Nominada                                    |
| Iván Villa 21, Mejorada del campo  | Urbano y hip-hop                    | 16.º. expulsado Retado por Lobo                             |
| Leire Urquijo 19, San Sebastián    | Urbano y contemporáneo              | 15.ª. expulsada Nominada                                    |
| Agus Fizona 21, Santa Pola         | Contemporáneo                       | 14.ª. expulsada Retada por Aleix                            |
| Sheila Guerrero 18, Lérida         | Hip-hop                             | 13.ª. expulsada Nominada                                    |
| Gabriela Vallejo 18, Londres       | Hip-hop                             | 12.ª. expulsada Retada por Nadia                            |
| Ángel Morales 27, Sevilla          | Hip-hop                             | 11.º. expulsado Nominado                                    |
| Sandra Lillo 26, Alicante          | Urbano / Contemporáneo              | 9.ª. expulsada Nominada                                     |
| Juani Jódar 22, Jaén               | Contemporáneo                       | 8.ª. expulsada Retó a Nadia                                 |
| Lucas García 24, Mieres            | Breakdance                          | 7.º. expulsado Nominado                                     |
| Jesús Gómez 19, Sevilla            | Neoclásico                          | 6.º. expulsado Retado por Iván                              |
| Anita Llovet 22, Madrid            | Contemporáneo                       | 5.ª. expulsada Nominada                                     |
| Nick Morilla 24, Málaga            | Flamenco / Hip-hop                  | 4.º. expulsado Retado por Agus                              |
| Nacho Fizona 18, Santa Pola        | Contemporáneo                       | 3.º. expulsado Nominado por arrastre                        |
| Hary Cruanyes 21, Barcelona        | Hip-hop                             | 2.º. expulsado Retó a Nacho                                 |
| Asia Zonta 20, Barcelona           | Urbano                              | 1.ª. expulsada Nominada                                     |

## Tabla semanal
| Esther   |  |   |   |   |   |   |   |   |   |   | N  |   |   | N |   |   |      |      |      | Ganadora |  |  |  |  |  |  |  |  |  |  |  |
| Aritz    |  |   |   | N |   | N |   |   | N |   |    |   |   |   |   |   |      |      |      | 2ºF      |  |  |  |  |  |  |  |  |  |  |  |
| Fonsi    |  |   |   |   |   |   |   |   |   |   |    |   | N |   |   |   |      |      |      | 3ºF      |  |  |  |  |  |  |  |  |  |  |  |
| Valeria  |  |   |   |   |   |   |   |   | N |   |    |   | N |   |   | F | F    | F    | F    | 4ªF      |  |  |  |  |  |  |  |  |  |  |  |
| Davo     |  |   |   |   | N | N |   |   |   |   |    |   |   |   | N |   |      |      | 5ºSF |          |  |  |  |  |  |  |  |  |  |  |  |
| Antonio  |  |   |   |   |   |   |   |   |   |   | N  |   |   | N |   |   |      | 6ºSF |      |          |  |  |  |  |  |  |  |  |  |  |  |
| Lohi     |  |   |   |   |   |   |   |   |   |   |    |   |   |   |   |   | 7ªSF |      |      |          |  |  |  |  |  |  |  |  |  |  |  |
| Pope     |  |   |   |   | N | N |   |   |   |   |    |   |   |   | N |   | 8ºSF |      |      |          |  |  |  |  |  |  |  |  |  |  |  |
| Marshall |  |   |   |   |   |   |   |   |   |   |    | N |   |   | N |   |      |      |      |          |  |  |  |  |  |  |  |  |  |  |  |
| Carla    |  |   |   |   |   |   | N | N | N |   |    | N |   |   | N |   |      |      |      |          |  |  |  |  |  |  |  |  |  |  |  |
| Nadia    |  |   |   | N |   |   | N |   |   |   |    | N |   | N |   |   |      |      |      |          |  |  |  |  |  |  |  |  |  |  |  |
| Caro     |  |   |   |   |   |   |   |   |   |   |    |   |   | N |   |   |      |      |      |          |  |  |  |  |  |  |  |  |  |  |  |
| Safu     |  |   |   |   |   |   |   |   |   |   |    |   | N |   |   |   |      |      |      |          |  |  |  |  |  |  |  |  |  |  |  |
| Yaic     |  |   |   |   |   |   |   |   |   |   |    |   | N |   |   |   |      |      |      |          |  |  |  |  |  |  |  |  |  |  |  |
| Ivan     |  |   |   | N |   |   |   |   |   |   |    |   |   |   |   |   |      |      |      |          |  |  |  |  |  |  |  |  |  |  |  |
| Adrián   |  |   |   |   |   |   |   |   |   | N |    | N |   |   |   |   |      |      |      |          |  |  |  |  |  |  |  |  |  |  |  |
| Aleix    |  |   |   |   |   |   |   | N | N | N | N  |   |   |   |   |   |      |      |      |          |  |  |  |  |  |  |  |  |  |  |  |
| Lobo     |  | N | N |   |   |   |   |   | N | N | N  |   |   |   |   |   |      |      |      |          |  |  |  |  |  |  |  |  |  |  |  |
| Marta    |  |   |   |   |   |   |   |   |   | N | FR |   |   |   |   |   |      |      |      |          |  |  |  |  |  |  |  |  |  |  |  |
| Palovska |  |   |   |   |   |   |   |   |   | N |    |   |   |   |   |   |      |      |      |          |  |  |  |  |  |  |  |  |  |  |  |
| Villa    |  |   |   |   |   |   |   |   |   |   |    |   |   |   |   |   |      |      |      |          |  |  |  |  |  |  |  |  |  |  |  |
| Leire    |  |   |   |   |   |   |   |   | N |   | FR |   |   |   |   |   |      |      |      |          |  |  |  |  |  |  |  |  |  |  |  |
| Agus     |  |   | N |   |   |   | N | N |   |   | FR |   |   |   |   |   |      |      |      |          |  |  |  |  |  |  |  |  |  |  |  |
| Sheila   |  |   |   |   |   |   |   | N |   |   | FR |   |   |   |   |   |      |      |      |          |  |  |  |  |  |  |  |  |  |  |  |
| Gabriela |  |   |   |   |   |   |   |   |   |   |    |   |   |   |   |   |      |      |      |          |  |  |  |  |  |  |  |  |  |  |  |
| Ángel    |  |   |   |   |   |   | N |   |   |   | FR |   |   |   |   |   |      |      |      |          |  |  |  |  |  |  |  |  |  |  |  |
| Sandra   |  |   |   |   |   | N |   |   |   |   |    |   |   |   |   |   |      |      |      |          |  |  |  |  |  |  |  |  |  |  |  |
| Juani    |  |   |   |   | N |   |   |   |   |   |    |   |   |   |   |   |      |      |      |          |  |  |  |  |  |  |  |  |  |  |  |
| Lucas    |  |   |   |   | N |   |   |   |   |   |    |   |   |   |   |   |      |      |      |          |  |  |  |  |  |  |  |  |  |  |  |
| Jesús    |  | N | N |   |   |   |   |   |   |   |    |   |   |   |   |   |      |      |      |          |  |  |  |  |  |  |  |  |  |  |  |
| Anita    |  |   |   | N |   |   |   |   |   |   | FR |   |   |   |   |   |      |      |      |          |  |  |  |  |  |  |  |  |  |  |  |
| Nick     |  |   |   |   |   |   |   |   |   |   |    |   |   |   |   |   |      |      |      |          |  |  |  |  |  |  |  |  |  |  |  |
| Nacho    |  |   | N |   |   |   |   |   |   |   |    |   |   |   |   |   |      |      |      |          |  |  |  |  |  |  |  |  |  |  |  |
| Hary     |  | N |   |   |   |   |   |   |   |   |    |   |   |   |   |   |      |      |      |          |  |  |  |  |  |  |  |  |  |  |  |
| Asia     |  | N |   |   |   |   |   |   |   |   |    |   |   |   |   |   |      |      |      |          |  |  |  |  |  |  |  |  |  |  |  |

     Ganador de Fama ¡a bailar! 2019
     Segundo finalista de Fama ¡a bailar! 2019
     Tercer finalista de Fama ¡a bailar! 2019
     Cuarto finalista de Fama ¡a bailar! 2019
     Finalista de Fama ¡a bailar! 2019
     Semifinalista de Fama ¡a bailar! 2019
     Gana la nominación de la recta final.
     Pareja ganadora
     Finalista de la final por parejas.
     Entra en la escuela.
     Inmune.
     Inmune por arrastre
     Nominado por arrastre, salvado por el público y no retado.
     Nominado, salvado por el público y no retado.
     Finalista de Fama a bailar decidido por los compañeros
     Ganador del reto y continúa/cambia con su pareja.
     Perdedor del reto.
     Expulsado por el público en la nominación.
     El concursante no estuvo esa semana en la escuela.
     El concursante fue propuesto para participar en la segunda oportunidad.
     El concursante vuelve repescado a la escuela.
     El concursante gana la batalla por entrar en la academia vía casting en línea.
     Abandono por lesión
N El concursante estuvo nominado
FR El concursante fue finalista de la repesca, pero no regresó a la escuela
SF El concursante fue semifinalista del programa pero fue expulsado antes de la final
F El concursante pasó directamente a la final del programa

## Transcurso semanal
| Domingo (Presentación coreos)                                                                                                | Lunes (Inmunidad)                                          | Martes (Nominaciones) | Miércoles (Expulsión)                                                                          | Jueves (Reto y nueva pareja) |
| --- | ---------------------------------------------------------- | --- | ---------------------------------------------------------------------------------------------- | --- |
| Presentación de coreos: Anita arrastra a Iván Valeria arrastra a Fonsi                                                       | Inmunidad: Iván y Anita ganan                              | Nominaciones: Asia arrastra a Hary Jesús arrastra a Lobo                                                                            | Expulsión: Asia expulsada Hary reta a Nacho                                                    | Reto: Nacho gana el reto a Hary Agus y Nacho continúan como pareja Entrada nueva pareja: Carla y Nick                                                                        |
| Presentación de coreos: Antonio arrastra a Esther Fonsi arrastra a Valeria                                                   | Inmunidad: Antonio y Esther ganan                          | Nominaciones: Agus arrastra a Nacho Jesús y Lobo nominados                                                                          | Expulsión: Nacho expulsado Agus reta a Nick                                                    | Reto: Agus gana el reto a Nick Agus y Carla forman nueva pareja Entrada nueva pareja: Davo y Pope                                                                            |
| Presentación de coreos: Aritz arrastra a Nadia Davo arrastra a Pope                                                          | Inmunidad: Davo y Pope ganan                               | Nominaciones: Anita arrastra a Iván Nadia arrastra a Aritz                                                                          | Expulsión: Anita expulsada Iván reta a Jesús                                                   | Reto: Iván gana el reto a Jesús Iván y Lobo forman nueva pareja Entrada nueva pareja: Lucas y Juani                                                                          |
| Presentación de coreos: Antonio arrastra a Esther Caro arrastra a Lohi                                                       | Inmunidad: Antonio y Esther ganan                          | Nominaciones: Lucas arrastra a Juani Davo arrastra a Pope                                                                           | Expulsión: Lucas expulsado Juani reta a Nadia                                                  | Reto: Nadia gana el reto a Juani Entrada nueva pareja: Ángel y Sandra Cambio de pareja: Pedido por Aritz Nuevas parejas: Aritz y Sandra Ángel y Nadia                        |
| Presentación de coreos: Carla arrastra a Agus Valeria arrastra a Fonsi                                                       | Inmunidad: Fonsi y Valeria ganan Abandono por lesión: Iván | Nominaciones: Pope arrastra a Davo Sandra arrastra a Aritz                                                                          | Expulsión: Sandra expulsada Aritz reta a Caro Nuevo concursante: Marshall nueva pareja de Lobo | Reto: Aritz gana el reto a Caro Aritz y Lohi forman nueva pareja Entrada nueva pareja: Gabriela y Adrián                                                                     |
| Presentación de coreos: Davo arrastra a Pope Aritz arrastra a Lohi                                                           | Inmunidad: Davo y Pope ganan                               | Nominaciones: Gabriela arrastra a Adrián Agus arrastra a Carla Ángel arrastra a Nadia Pareja salvada por inmunes: Adrián y Gabriela | Expulsión: Ángel expulsado Nadia reta a Gabriela                                               | Reto: Nadia gana el reto a Gabriela Nadia y Adrián forman nueva pareja Entrada nueva pareja: Aleix y Shei                                                                    |
| Presentación de coreos: Nadia arrastra a Adrián Antonio arrastra a Esther Fonsi arrastra a Valeria                           | Inmunidad: Nadia y Adrián ganan                            | Nominaciones: Sheila arrastra a Aleix Agus arrastra a Carla                                                                         | Expulsión: Shei expulsada Aleix reta a Agus                                                    | Reto: Aleix gana el reto a Agus Carla y Aleix forman nueva pareja Entrada nueva pareja: Villa y Leire Cambio de parejas                                                      |
| Presentación de coreos: Esther arrastra a Fonsi Carla arrastra a Aleix Adrián arrastra a Antonio                             | Inmunidad: Antonio y Adrián ganan                          | Nominaciones: Leire arrastra a Lobo Aleix arrastra a Carla Aritz y Valeria nominados                                                | Expulsión: Leire expulsada Lobo reta a Villa                                                   | Reto: Lobo gana el reto a Villa Entrada nuevos concursantes: Marta y Palovska Vuelta a las parejas anteriores Nuevas parejas: Aleix y Palovska Lobo y Marta Carla y Marshall |
| Presentación de coreos: Pope arrastra a Davo Esther arrastra a Antonio Carla arrastra a Marshall                             | Inmunidad: Davo y Pope ganan                               | Nominaciones: Palovska arrastra a Aleix Lobo arrastra a Marta Adrián nominado                                                       | Expulsión: Palovska expulsada Aleix reta a Marta                                               | Reto: Aleix gana el reto a Marta Aleix y Lobo forman nueva pareja Entrada nueva pareja: Safu y Yaic                                                                          |
| Presentación de coreos: Valeria arrastra a Fonsi Lohi arrastra a Aritz Nadia arrastra a Adrián                               | Inmunidad: Nadia y Adrián ganan                            | Nominaciones: Aleix arrastra a Lobo Antonio y Esther nominados                                                                      | Expulsión: Lobo expulsado Aleix reta a Yaic Primera repesca: Iván                              | Reto: Yaic gana el reto a Aleix Safu y Yaic continúan como pareja Segunda repesca: Caro Formación de bandas para la semana que viene                                         |
| Presentación de coreos: Banda de Antonio opta a inmunidad Banda de Lohi opta a inmunidad                                     | Inmunidad: Banda de Antonio gana                           | Nominaciones: Banda de Nadia nominada                                                                                               | Expulsión: Adrián expulsado Nadia reta a Iván                                                  | Reto: Nadia gana el reto a Iván Nadia y Caro forman nueva pareja |
| Presentación de coreos: Marshall arrastra a Carla Fonsi arrastra a Valeria Aritz arrastra a Lohi Intercambio de coreografías | Inmunidad: Carla y Marshall ganan                          | Nominaciones: Safu arrastra a Yaic Fonsi arrastra a Valeria                                                                         | Expulsión: Yaic expulsado Safu reta a Nadia                                                    | Reto: Nadia gana el reto a Safu Nadia y Caro continúan como pareja |
| Presentación de coreos: Valeria arrastra a Fonsi Carla y Marshall optan a inmunidad Lohi arrastra a Aritz                    | Inmunidad: Valeria y Fonsi ganan                           | Nominaciones: Esther arrastra a Antonio Nadia arrastra a Caro                                                                       | Expulsión: Caro expulsada Nadia reta a Marshall                                                | Reto: Marshall gana el reto a Nadia Marshall y Carla continúan como pareja                                                                                                   |
| Presentación de coreos: Fonsi y Valeria finalistas                                                                           | Reto: Antonio y Esther finalistas                          | 2º Reto: Aritz y Lohi finalistas | Expulsión: Pope y Davo finalistas Carla y Marshall expulsados                                  | Final por parejas: Valeria y Fonsi pareja ganadora |
| Coreos del casting: Valeria finalista                                                                                        | Expulsiones: Pope 8.º Clasificado Lohi 7.º Clasificada     | Expulsión: Antonio 6.º Clasificado                                                                                                  | Expulsión: Davo 5.º Clasificado                                                                | Final: Esther 1.º Clasificada Aritz 2.º Clasificado Fonsi 3.º Clasificado Valeria 4.ª Clasificada                                                                            |

## Actuaciones

### Semana 1
| Pareja           | Profesor(es)   | Canción                                    |
| ---------------- | -------------- | ------------------------------------------ |
| Agus y Nacho     | Carla y Sandra | I follow rivers (Lykke Li)                 |
| Anita e Ivan     | Raymond Naval  | Dancing with a Stranger (Sam Smith)        |
| Antonio y Esther | Carla y Sandra | Figures (Jessie Reyez)                     |
| Aritz y Nadia    | Raymond Naval  | Dinero (Jennifer López feat. Cardi B)      |
| Asia y Hary      | Ruth Prim      | Black                                      |
| Fonsi y Valeria  | Iker Karrera   | Kiss (Prince)                              |
| Jesús y Lobo     | Iker Karrera   | Honey (Robyn)                              |
| Lohi y Caro      | Ruth Prim      | Black Madonna (Lady Leshurr feat. M. Eazi) |

### Semana 2
| Pareja           | Profesor(es)   | Estilo        | Canción                              |
| ---------------- | -------------- | ------------- | ------------------------------------ |
| Agus y Nacho     | Raymond Naval  | Jazz-funk     | Not Today (Alessia Cara)             |
| Anita e Ivan     | Iker Karrera   | Jazz-funk     | Bury A Friend (Billie Eilish)        |
| Antonio y Esther | Ruth Prim      | Comercial     | 079ME (B Young)                      |
| Aritz y Nadia    | Carla y Sandra | Contemporáneo | Freed From Desire (Gala)             |
| Carla y Nick     | Raymond Naval  | Jazz-funk     | 7 Rings (Ariana Grande)              |
| Fonsi y Valeria  | Carla y Sandra | Contemporáneo | Looped (Kiasmos)                     |
| Jesús y Lobo     | Ruth Prim      | Hip Hop       | Like I Love You (Justin Timberlake)  |
| Lohi y Caro      | Iker Karrera   | Contemporáneo | 5 Dollars (Christine And The Queens) |

### Semana 3
| Pareja           | Profesor(es)   | Canción                                                 |
| ---------------- | -------------- | ------------------------------------------------------- |
| Agus y Carla     | Iker Karrera   | MF Dream (Boywolf Remix) (Stevie Nader ft. Sean Lamarr) |
| Anita e Ivan     | Carla y Sandra | Nvermind (Dennis Lloyd)                                 |
| Antonio y Esther | Raymond Naval  | Hot Stuff (Donna Summer)                                |
| Aritz y Nadia    | Ruth Prim      | Barbie Dreams (Nicki Minaj)                             |
| Davo y Pope      | Iker Karrera   | Taki Taki (DJ Snake ft. Selena Gómez, Ozuna, Cardi B)   |
| Fonsi y Valeria  | Ruth Prim      | Motownphilly (Boyz II Men)                              |
| Jesús y Lobo     | Raymond Naval  | Hard Time (Seinabo Sey)                                 |
| Lohi y Caro      | Carla y Sandra | I See Fire (Ed Sheeran (Cover by Jasmine Thompson))     |

### Semana 4
| Pareja           | Profesor(es)   | Canción                                        |
| ---------------- | -------------- | ---------------------------------------------- |
| Agus y Carla     | Ruth Prim      | Energy (Sampa The Great ft. Nadeem Din-Gabisi) |
| Antonio y Esther | Iker Karrera   | Black And Gold (Sam Sparro)                    |
| Aritz y Nadia    | Raymond Naval  | CORASHE (Nathy Peluso)                         |
| Davo y Pope      | Carla y Sandra | To Build A Home (The Cinematic Orchestra)      |
| Fonsi y Valeria  | Iker Karrera   | Défense (Mueveloreina)                         |
| Iván y Lobo      | Ruth Prim      | Who Do You Think You Are (Spice Girls)         |
| Lohi y Caro      | Raymond Naval  | One Minute Man (Missy Elliott ft. Ludacris)    |
| Lucas y Juani    | Carla y Sandra | Siempre Me Quedará (Bebe)                      |

### Semana 5
| Pareja           | Profesor(es)   | Canción                                            |
| ---------------- | -------------- | -------------------------------------------------- |
| Agus y Carla     | Carla y Sandra | Sol (Alef)                                         |
| Ángel y Nadia    | Raymond Naval  | Say Yeah (TroyBoi)                                 |
| Antonio y Esther | Carla y Sandra | Hallelujah (Leonard Cohen (cover by Noah Guthrie)) |
| Aritz y Sandra   | Iker Karrera   | Janet Jackson Medley (Janet Jackson)               |
| Davo y Pope      | Ruth Prim      | Dip (Tyga ft. Nicki Minaj)                         |
| Fonsi y Valeria  | Raymond Naval  | Love On The Brain (Rihanna)                        |
| Iván y Lobo      | Iker Karrera   | Flight From Paris (Bobby Newberry)                 |
| Lohi y Caro      | Ruth Prim      | VNTM (SCH)                                         |

### Semana 6
| Pareja            | Profesor(es)   | Canción                                         |
| ----------------- | -------------- | ----------------------------------------------- |
| Agus y Carla      | Raymond Naval  | Cigarette (RAYE, Mabel & Stefflon Don)          |
| Ángel y Nadia     | Iker Karrera   | The High (Kelela)                               |
| Antonio y Esther  | Iker Karrera   | Alfonsina y el mar (Mercedes Sosa)              |
| Aritz y Lohi      | Carla y Sandra | Glory Box (Portishead)                          |
| Davo y Pope       | Raymond Naval  | Devil Pray (Madonna ft. Avicii)                 |
| Gabriela y Adrián | Ruth Prim      | Rock The Mic (Mikey J & The UK Female Allstars) |
| Fonsi y Valeria   | Ruth Prim      | Mil Pasos (Soha)                                |
| Lobo y Marshall   | Carla y Sandra | Shallow (Lady Gaga ft. Bradley Cooper)          |

### Semana 7
| Pareja           | Profesor(es)   | Canción                                |
| ---------------- | -------------- | -------------------------------------- |
| Adrián y Nadia   | Iker Karrera   | Dirrty (Christina Aguilera ft. Redman) |
| Agus y Carla     | Ruth Prim      | Mafiosa (Lartiste ft. Caroliina)       |
| Antonio y Esther | Ruth Prim      | Without Me (Eminem)                    |
| Aritz y Lohi     | Raymond Naval  | American Woman (Lenny Kravitz)         |
| Davo y Pope      | Iker Karrera   | What Makes A Man (City and Colour)     |
| Fonsi y Valeria  | Carla y Sandra | quand c'est? (Stromae)                 |
| Lobo y Marshall  | Raymond Naval  | Popalik (Cho ft. Stefflon Don)         |
| Shei y Aleix     | Carla y Sandra | Nothing Else (Angus & Julia Stone)     |

### Semana 8
| Pareja           | Profesor(es)   | Canción                                        |
| ---------------- | -------------- | ---------------------------------------------- |
| Antonio y Adrián | Raymond Naval  | Bola Rebola (Tropkillaz, J Balvin, Anitta)     |
| Carla y Aleix    | Carla y Sandra | Adventure (Izzamuzzic)                         |
| Davo y Lohi      | Iker Karrera   | Replay (Tamta)                                 |
| Fonsi y Esther   | Iker Karrera   | Barefoot in the park (James Blake ft. Rosalía) |
| Leire y Lobo     | Ruth Prim      | Poison (Bell Biv DeVoe)                        |
| Pope y Nadia     | Carla y Sandra | Allodoxaphobia (Sutja Gutiérrez)               |
| Valeria y Aritz  | Raymond Naval  | Love Don't Cost A Thing (Jennifer Lopez)       |
| Villa y Marshall | Ruth Prim      | La Romana (Bad Bunny ft. El Alfa)              |

### Semana 9
| Pareja           | Profesor(es)   | Canción                               |
| ---------------- | -------------- | ------------------------------------- |
| Adrián y Nadia   | Raymond Naval  | Remind Me to Forget (Kygo ft. Miguel) |
| Aleix y Palovska | Ruth Prim      | Yeah!-Usher (Lil Jon ft. Ludacris)    |
| Antonio y Esther | Raymond Naval  | Jacaranda (Bad Gyal)                  |
| Aritz y Lohi     | Iker Karrera   | River (Leon Bridges)                  |
| Carla y Marshall | Iker Karrera   | Homemade Dynamite (Lorde)             |
| Davo y Pope      | Carla y Sandra | Azul Marino (Delaporte)               |
| Fonsi y Valeria  | Ruth Prim      | ''Wow'' (Post Malone)                 |
| Lobo y Marta     | Carla y Sandra | Lovely (Billie Eilish ft. Khalid)     |

### Semana 10
| Pareja           | Profesor(es)   | Canción                                   |
| ---------------- | -------------- | ----------------------------------------- |
| Adrián y Nadia   | Carla y Sandra | Toxic (Yael Naïm)                         |
| Aleix y Lobo     | Iker Karrera   | Cola (Zhu Remix) (CamelPhat & Elderbrook) |
| Antonio y Esther | Carla y Sandra | Doing Yoga (Kazy Lambist)                 |
| Aritz y Lohi     | Ruth Prim      | Contra La Pared (Sean Paul ft. J Balvin)  |
| Carla y Marshall | Iker Karrera   | Oops!... I Did It Again (Britney Spears)  |
| Davo y Pope      | Raymond Naval  | Over (Johnnyswim)                         |
| Fonsi y Valeria  | Raymond Naval  | Whine Up (Kat DeLuna)                     |
| Safu y Yaic      | Ruth Prim      | Bet Dap Goom Bown (20syl)                 |

### Semana 11
| Banda                                      | Profesor supervisor | Canción                            |
| ------------------------------------------ | ------------------- | ---------------------------------- |
| Antonio (capitán), Esther, Davo y Pope     | Iker Karrera        | 365 (Zedd ft. Katy Perry)          |
| Nadia (capitana), Adrián, Carla y Marshall | Raymond Naval       | Banana (Anitta ft. Becky G)        |
| Lohi (capitana), Aritz, Caro e Iván        | Ruth Prim           | Level Up (Ciara)                   |
| Fonsi (capitán), Valeria, Safu y Yaic      | Carla y Sandra      | Drop The Game (Flume & Chet Faker) |

### Semana 12
| Pareja           | Profesor(es)   | Canción                                     |
| ---------------- | -------------- | ------------------------------------------- |
| Antonio y Esther | Iker Karrera   | bad guy (Billie Eilish)                     |
| Aritz y Lohi     | Carla y Sandra | She Will Be Loved (Maroon 5)                |
| Carla y Marshall | Carla y Sandra | We Were In Love (Ta-Ku)                     |
| Caro y Nadia     | Ruth Prim      | Going Bad (Meek Mill ft. Drake)             |
| Davo y Pope      | Ruth Prim      | Men In Black (Will Smith)                   |
| Fonsi y Valeria  | Iker Karrera   | Darkest Hour (Sevdaliza)                    |
| Safu y Yaic      | Raymond Naval  | Con Altura (Rosalía, J Balvin y El Guincho) |

Como reto esta semana se les anuncia el domingo que sufrirán un intercambio de coreografías (bailarán el martes las coreos "nuevas" para salvarse de la nominación), quedando así:
| Pareja           | Profesor(es)   | Canción                                     | Pareja original  |
| ---------------- | -------------- | ------------------------------------------- | ---------------- |
| Antonio y Esther | Ruth Prim      | Going Bad (Meek Mill ft. Drake)             | Caro y Nadia     |
| Aritz y Lohi     | Carla y Sandra | We Were In Love (Ta-Ku)                     | Carla y Marshall |
| Carla y Marshall | Raymond Naval  | Con Altura (Rosalía, J Balvin y El Guincho) | Safu y Yaic      |
| Caro y Nadia     | Carla y Sandra | She Will Be Loved (Maroon 5)                | Aritz y Lohi     |
| Davo y Pope      | Iker Karrera   | Darkest Hour (Sevdaliza)                    | Fonsi y Valeria  |
| Fonsi y Valeria  | Ruth Prim      | Men In Black (Will Smith)                   | Davo y Pope      |
| Safu y Yaic      | Iker Karrera   | bad guy (Billie Eilish)                     | Antonio y Esther |

### Semana 13
| Pareja           | Profesor(es)   | Canción                                         |
| ---------------- | -------------- | ----------------------------------------------- |
| Antonio y Esther | Raymond Naval  | Kill This Love (BLACKPINK)                      |
| Aritz y Lohi     | Iker Karrera   | Is It A Crime (Sade)                            |
| Carla y Marshall | Ruth Prim      | No Diggity (Blackstreet ft. Dr. Dre, Queen Pen) |
| Caro y Nadia     | Iker Karrera   | Hometown Glory (Adele)                          |
| Davo y Pope      | Raymond Naval  | No New Friends (LSD)                            |
| Fonsi y Valeria  | Carla y Sandra | Mi Rumba (Zhu & Sofi Tukker)                    |

### Semana 14 (Final por parejas)
| Pareja           | Domingo (Coreo nueva)                                                      | Lunes (Coreo favorita de los profes de cada pareja)    | Martes (Coreo escogida por el público entre domingo y lunes)     | Miércoles                            | Jueves (Final por parejas) (Coreo favorita de cada pareja) |
| ---------------- | -------------------------------------------------------------------------- | ------------------------------------------------------ | ---------------------------------------------------------------- | ------------------------------------ | ---------------------------------------------------------- |
| Antonio y Esther | Míchigan (The Milk Carton Kids) Iker Karrera                               | Without Me (Eminem)                                    |                                                                  |                                      | Black And Gold (Sam Sparro)                                |
| Aritz y Lohi     | Respect My Conglomerate (Busta Rhymes ft. Jadakiss & Lil' Wayne) Ruth Prim | Glory Box (Portishead)                                 | Respect My Conglomerate (Busta Rhymes ft. Jadakiss & Lil' Wayne) |                                      | Contra La Pared (Sean Paul ft.J Balvin)                    |
| Davo y Pope      | Guaya (Eva Simons) Raymond Naval                                           | Taki Taki (DJ Snake ft. Selena Gomez, Cardi B & Ozuna) | Taki Taki (DJ Snake ft. Selena Gomez, Cardi B & Ozuna)           | My Strange Addiction (Billie Eilish) | Azul Marino (Delaporte)                                    |
| Fonsi y Valeria  | Bang Bang (My Baby Shot Me Down) (Nancy Sinatra) Sandra y Carla            |                                                        |                                                                  |                                      | Love On The Brain (Rihanna)                                |
| Carla y Marshall | Les Temps (Vendredi Sur Mer) Carla y Sandra                                | Homemade Dynamite (Lorde)                              | Homemade Dynamite (Lorde)                                        | Radioactive (Imagine Dragons)        |                                                            |

En dorado pareja ganadora

### Semana 15 (Final)
| Esther  | The Return (Kyle Dixon, Michael Stein y Synesthesia) | I Love (Joyner Lucas)                       | Tú Que Vienes A Rondarme (María Arnal i Marcel) | Latch (Disclosure ft. Sam Smith) | Made Of Stone (Matt Corby)         |  |  |
| Aritz   | Escalate (Tsar B)                                    | Habits (Stay High) (Tove Lo)                | Hold Me While You Wait (Lewis Capaldi)          | I Rise (Madonna)                 | Company (Tinashe)                  |  |  |
| Fonsi   | Losing It (Fisher)                                   | Un Veneno (C. Tangana ft Niño de Elche)     | Habibi (Tamino)                                 | Run Boy Run (Woodkid)            | In This Shirt (The Irrepressibles) |  |  |
| Valeria | Gone (Lianne La Havas)                               |                                             |                                                 |                                  | Game Of Survival (Ruelle)          |  |  |
| Davo    | Diamonds (Ben Howard)                                | Moon River (Audrey Hepburn)                 | Gimme (Banks)                                   | Without Me (Halsey)              |                                    |  |  |
| Antonio | Hoy (Jorge Luteca)                                   | Could (Elderbrook)                          | La Vien En Rose (Lady Gaga)                     |                                  |                                    |  |  |
| Lohi    | Mine (Beyoncé ft. Drake)                             | Imagination (Gorgon City ft. Katy Menditta) |                                                 |                                  |                                    |  |  |
| Pope    | Human Nature (Sevdaliza)                             | Mushin (Terry Apala)                        |                                                 |                                  |                                    |  |  |